# Burkhard Guntau
Burkhard Guntau (* 18. März 1948 in Hildesheim) ist ein Jurist, langjähriger Richter im Justizdienst von Niedersachsen und Sachsen-Anhalt sowie im Dienst der Evangelischen Kirche in Deutschland (EKD) und war vom 1. Mai 2008 bis 31. Mai 2013 Präsident des Landeskirchenamtes Hannover der Evangelisch-lutherischen Landeskirche Hannovers.

## Leben und Wirken
Nach seinem Jurastudium an der Universität Göttingen nahm Guntau im Jahre 1976 die Tätigkeit eines Rechtsanwaltes in Langenhagen bei Hannover auf.
Im Jahre 1977 trat Guntau in den Justizdienst des Landes Niedersachsen und war von 1977 bis 1984 Richter am Amtsgericht, von 1984 bis 1988 Vorsitzender Richter am Landgericht. 1988 erhielt er die Ernennung zum Leitenden Ministerialrat im Justizministerium.
1993 trat Burkhard Guntau in den Justizdienst des Landes Sachsen-Anhalt ein. Hier war er von 1993 bis 1996 Vizepräsident des Oberverwaltungsgerichts Magdeburg und Vizepräsident des Landesverfassungsgerichts Sachsen-Anhalts.
Im Jahre 1996 erfolgte Guntaus Eintritt in den kirchlichen Dienst: Er wurde Leiter der Rechtsabteilung im Kirchenamt der Evangelischen Kirche in Deutschland (EKD) und war von 2006 bis 2008 Vizepräsident des Kirchenamtes der EKD.
Am 1. Mai 2008 trat Burkhard Guntau sein neues Amt als Präsident des Landeskirchenamtes Hannover bei der größten deutschen Landeskirche, der Evangelisch-lutherischen Landeskirche Hannovers in der Nachfolge von Eckhart von Vietinghoff an. Am 31. Mai 2013 trat Burkhard Guntau in den Ruhestand. Guntau ist ehrenamtlicher Vorsitzender des Knabenchor Hannover e. V.
Guntau war mit der Gymnasiallehrerin Jutta Guntau verheiratet und hat zwei Söhne.

## Sonstige Funktionen
Der Hannoverschen Landeskirche war Guntau schon immer verbunden: seit 1991 ist er Mitglied der Landessynode und ab 1992 Mitglied des Kirchensenats und dessen stellvertretender Vorsitzender. Zudem war er Mitglied des Präsidiums des Diakonischen Werk der Evangelisch-lutherischen Landeskirche Hannovers.
| Personendaten    | Personendaten                |
| ---------------- | ---------------------------- |
| NAME             | Guntau, Burkhard             |
| KURZBESCHREIBUNG | deutscher Jurist und Richter |
| GEBURTSDATUM     | 18. März 1948                |
| GEBURTSORT       | Hildesheim                   |